# Guillermo Firpo
Guillermo Pablo Firpo Marrone (Montevideo, Uruguay, 17 de julio de 1988). Es un futbolista uruguayo. Juega como mediocentro y su equipo actual es Villa Española de la Segunda División Profesional de Uruguay.

## Trayectoria
Realizó las divisiones menores y debutó en Central Español, hasta donde llegó a ser capitán del equipo. Compartió equipo con Ábel Hernández y Matías Vecino.
Jugó 2 temporadas en Club Deportes Cobreloa, logrando destacar en el fútbol chileno.
En el 2020 jugó por Liverpool Fútbol Club. Sin embargo, no se pudo consolidar debido a constantes lesiones y bajo rendimiento. En lo colectivo fue subcampeón del fútbol uruguayo.
A inicios del 2021 ficha por Ayacucho FC para afrontar el torneo local y Copa Libertadores 2021. Luego de un paso irregular por el fútbol peruano regresa a Villa Española.

## Clubes
| Club             | País      | Año         | Partidos | Goles |
| ---------------- | --------- | ----------- | -------- | ----- |
| Central Español  | Uruguay   | 2007 - 2014 | 130      | 2     |
| Liverpool        | Uruguay   | 2014 - 2015 | 21       | 1     |
| Villa Española   | Uruguay   | 2015        | 6        | 0     |
| Guillermo Brown  | Argentina | 2016        | 13       | 0     |
| Deportivo Madryn | Argentina | 2016 - 2017 | 24       | 0     |
| Plaza Colonia    | Uruguay   | 2017        | 6        | 0     |
| Cobreloa         | Chile     | 2018 - 2019 | 48       | 3     |
| Liverpool        | Uruguay   | 2020        | 5        | 1     |
| Ayacucho FC      | Perú      | 2021        | 11       | 1     |
| Villa Española   | Uruguay   | 2022 -      | 7        | 1     |

## Palmarés

### Campeonatos nacionales
| Título             | Club                  | País    | Año  |
| ------------------ | --------------------- | ------- | ---- |
| Supercopa Uruguaya | Liverpool Fútbol Club | Uruguay | 2020 |
| Torneo Clausura    | Liverpool             | Uruguay | 2020 |